# Bernhard von Beskow
Bernhard von Beskow (født 22. april 1796 i Stockholm, død 17. oktober 1868) var en svensk forfatter, hofembedsmand og friherre.
Von Beskow, af en velhavende grossererfamilie, studerede jura i Uppsala og blev 1814 ansat i finansministeriet. 1819-21 og 1827-28 foretog von Beskow rejser i udlandet og stiftede herved bekendtskab med en mængde af samtidens berømte mænd, deriblandt Goethe, Tieck, Friedrich Schlegel, Victor Hugo, Thiers, Lamartine med flere; med Oehlenschläger sluttede han personligt venskab. Verdensmand som han var, forstod han at omgås de mest forskellige mennesker.
Allerede som ung havde han udgivet et par digtsamlinger, men efter at han 1824 havde vundet Svenska Akademiens store pris for sit patriotiske digt: Sveriges Anor, steg hans anseelse som digter betydelig. Han blev hoffets yndling, privatsekretær hos kronprins Oskar og endte som hofmarskalk og baron. I 1834 blev han sekretær i Svenska Akademien, hvis leder han faktisk var til sin død.
Som digter tilhørte han nærmest den ældre, akademiske skole, men var påvirket såvel af den gotiske patriotiske stil som især af Tegnér, hvis retoriske pragt han beundrede og efterlignede, hvad der gjorde ham til genstand for Runebergs skarpe kritik. Von Beskow har skrevet nogle fædrelandshistoriske dramaer (Erik den fjortonde (1827), Torkel Knutsson (1836) og Birger och hans broder (1838). Det sidste er oversat af Oehlenschläger under titel af "Birger og hans Æt".
Det er også nærmest Oehlenschläger og Schiller, der har været hans forbilleder, men han når ingen af dem. Som sekretær i Svenska Akademien skrev han en række biografier, som i deres stil nærmer sig til 18. århundredes "æreminder". I politisk henseende sluttede han sig afgjort til Karl Johans principper og skrev adskillige indlæg til forsvar for kongens konservative anskuelser. Hans Lefnadsminnen udkom 1870.